# Chimo Bayo
Joaquín Isidoro Bayo Gómez, conocido artísticamente como Chimo Bayo (Valencia, 25 de octubre de 1961) es un DJ, músico, productor y showman español. Considerado durante su trayectoria musical como una figura emblemática del techno español de la década de los años 80 y 90, su música se caracterizó por el uso de bases electrónicas, además del empleo de una voz repetitiva en estribillos como «Exta sí, exta no», autóctono de su exitoso sencillo "Así me gusta a mí" (1991). La estrella de la Ruta del Bakalao y el creador del famoso "hu-ha" se define a sí mismo como Patrimonio de la Humanidad.

## Biografía
Nació en la Comunidad Valenciana, pero vivió en Rubielos de Mora, Teruel hasta que se fue a vivir a su ciudad natal, Valencia, de donde también procedía su madre.
Durante su adolescencia empezó a competir en motocross, pues su gran ilusión era ser campeón de España. De hecho, casi llega a formar parte de la casa Derbi, sin embargo, una lesión de rodilla acabó con su gran sueño, aunque también originó sus inicios como disc jockey. Bayo siempre ha estado rodeado de música. De pequeño escuchaba grandes cantantes como Nino Bravo y Bob Dylan e incluso hasta su propio padre tocaba como aficionado en un grupo. 
Su carrera comenzó en la discoteca Number One de Valencia, en 1980, y posteriormente pasó a las discotecas Arsenal de Oliva, y el Templo (Cullera), donde el artista valenciano pinchaba todas las tardes y noches de verano. En sus actuaciones reciclaba sus antiguas protecciones de motocross como vestuario y además, llevaba unas gafas de sol con luces acopladas y una gorra donde se podía leer su nombre o las iniciales «CCCP».
Chimo Bayo dedicó su vida a las cabinas, desde donde cantaba y animaba a la gente, pero gracias al dinero que le proporcionó el mundo de la noche, también se convirtió en padre y tuvo a su hija, Tanya Bayo, nacida en 1992 y con la que comparte profesión.

## Carrera musical

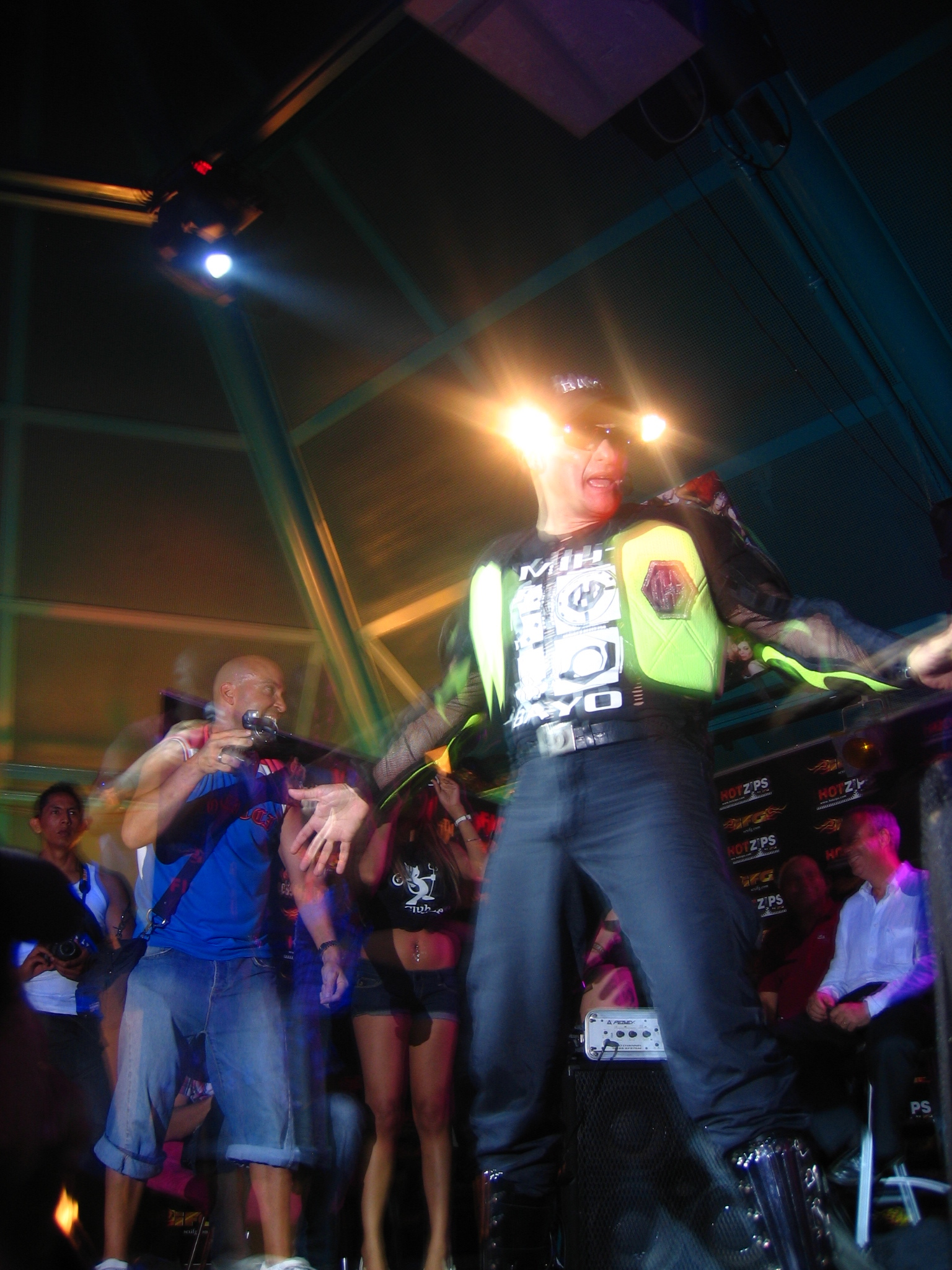
Actuación de Chimo Bayo.

Chimo Bayo comenzó profesionalmente en el mundo de la música, como DJ, a principios de los años 80. El artista aprendió observando a los pinchadiscos de la época, como Carlos Simó. Sus sesiones destacaban por su larga duración, en las que podía sonar «acid», «house», «techno»... Más tarde, compuso y lanzó sus dos primeros sencillos, Ráyate y Ráyate 2 junto con Raya Records (Valencia). No obstante, terminó su contrato con la compañía años después para comenzar a trabajar en su tema más icónico Así me gusta a mí (1991). La canción consiguió ser n.º 1 de ventas en Japón e Israel y tanto fue el éxito que consiguió mundialmente, que en 1992, Bayo actuó en el Tokyo Dome de Japón ante más de 50.000 personas.
Tras la popularidad de su pieza musical, Chimo Bayo continuó haciendo música y editó algunos sencillos, compuestos por Germán Bou y reconocidos nacionalmente, como Química, Bombas o La tía Enriqueta.
Aunque el intérprete valenciano perdió notoriedad tras el fin de la Ruta del Bakalao, marcó, sin duda, un antes y un después dentro de la cultura musical española y ha sido homenajeado por grandes artistas como Alaska y el grupo Fangoria durante el FIB 2007.

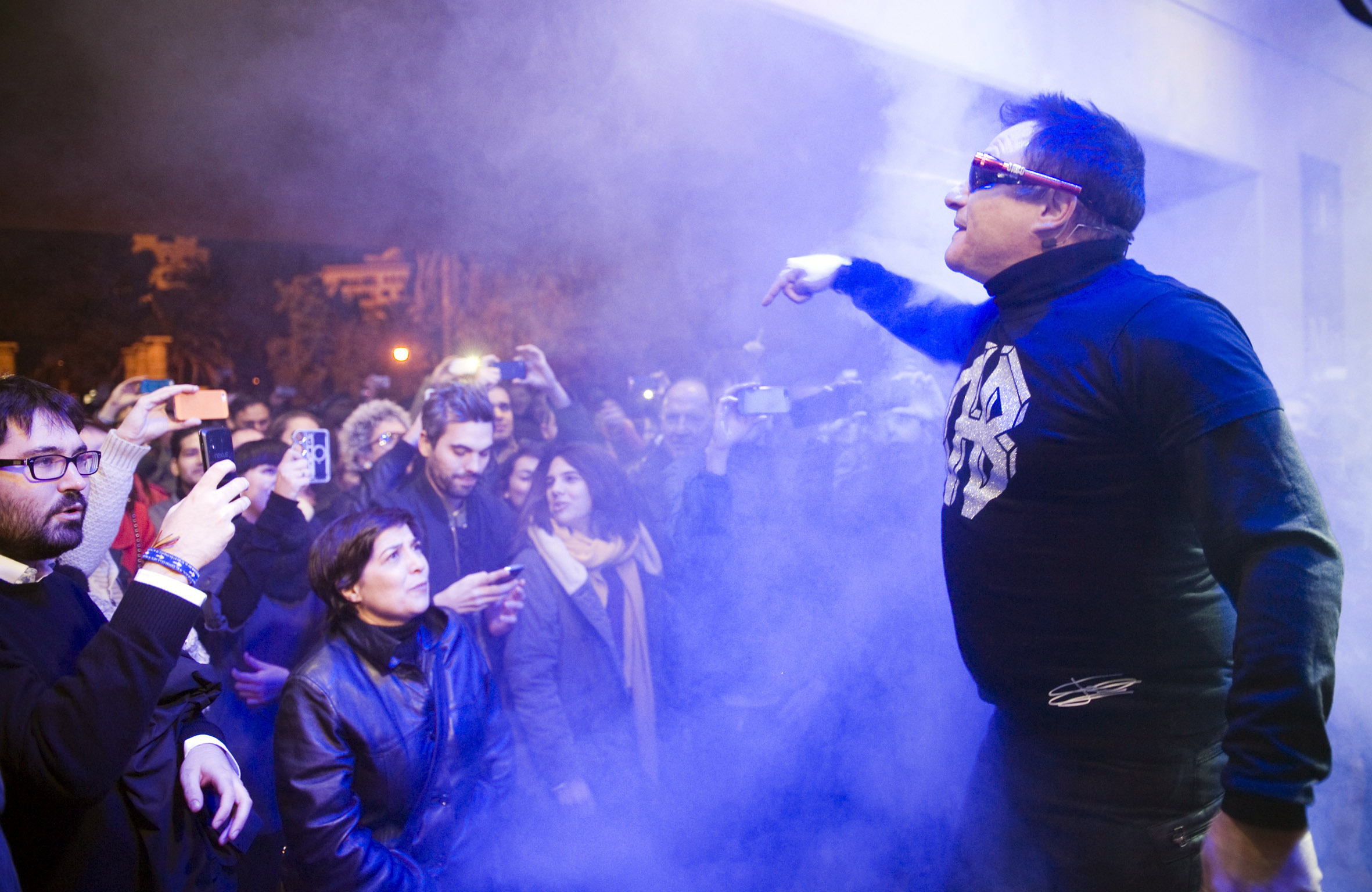
Inauguración de la exposición "Ídolos del pop".

El festival Sonorama de 2009, celebrado en Aranda de Duero, también contó con él para formar parte del cartel, junto a grupos populares del momento como Vetusta Morla  y en 2010 decidió subastar parte del atrezzo de sus performances.
El 7 de marzo a las 6 de la tarde, actuó en Las Fiestas de la Magdalena de 2024 junto a Azúcar Moreno y El Pulpo.
Los Premios Nacionales de la Música y las Artes - Pop Eye, organizados por la Asociación Cultural Bon Vivant, le han otorgado el premio a "Artista valenciano 2024". La ceremonia tendrá lugar el 25 de mayo de 2024 en el Palau de les Arts de Valencia y se emitirá a través de La 2, 
Además, el próximo 21 de septiembre de 2024, volverá a los escenarios para actuar en la segunda edición del "Remember fest" de Canet de Berenguer.

## Carrera cinematográfica

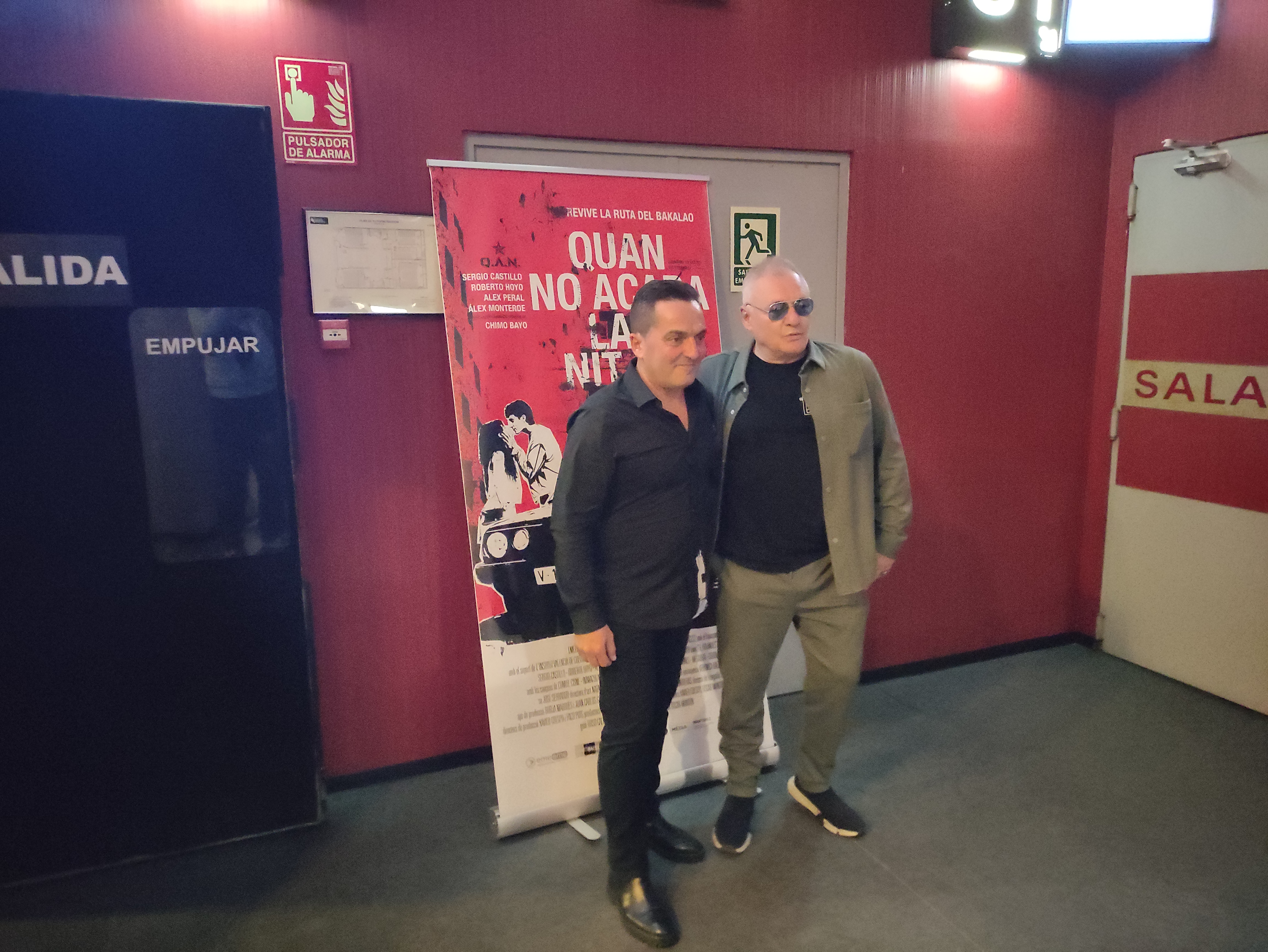
Chimo Bayo junto a Oscar Montón, director de la película Quan no acaba la nit.

En 2023, Chimo Bayo se adentró dentro del mundo actoral e interpretó a un narcotraficante, apodado "El Holandés", en la película Quan no acaba la nit (Cuando la noche no termina) de Óscar Montón. La pieza cinematográfica, ambientada en la Ruta del Bakalao, fue grabada en algunos de los lugares más icónicos de aquel entonces como la discoteca Spook. 

## Chimo Bayo en los medios
El reconocido disyóquey no solo pinchó en múltiples discotecas, sino que además presentó un late-show local de 2000 a 2006 llamado Esto se mueve.Pero esto no es todo en cuanto a la carrera del músico valenciano se refiere, pues se dejó ver, en dos ocasiones, en el programa Late Motiv de Andreu Buenafuente, apareció en la serie documental ¿Dónde estabas entonces?, presentada por Ana Pastor y retransmitida en La Sexta, y colaboró en el programa Me cambio de década, capitaneado por Arturo Valls y emitido por Antena 3. Asimismo, el showman también dio vida a un personaje de La hora chanante en la sección Los consejos de Chimo Bayo, interpretado por un dibujo animado que le parodiaba.
En 2009, Canal Nou estrenó el programa buscatalentos Un beso y una flor, presentado por Bertín Osborne. En él, Bayo formó parte del jurado junto con Rosario Mohedano y Jesús Glück.
En cuanto al mundo audiovisual,  la mítica canción de «Así me gusta a mí» se utilizó, en 1992, como banda sonora en el tráiler y película de Jamón, jamóndel director Bigas Luna, quien a su vez, en 2006, la incluyó en la película Yo soy la Juani.
En 2016 publicó su primera novela junto a la periodista Emma Zafón: «No iba a salir y me lié», en la que quiso reflejar, a través de la ficción, lo que supuso la Ruta Destroy para la mayoría de la sociedady por el momento, la última intervención que realizó en televisión fue en 2021 para participar en el reality show de televisión "Secret Story: La casa de los secretos".

## Eurovisión 2010
En enero de 2010 se convirtió en candidato para Eurovisión con el tema «La fiesta del fuego», grabado junto al grupo valenciano CodeName. Su candidatura tuvo una magnífica acogida por la votación popular, sin embargo, RTVE descalificó la pieza musical por incumplir las bases del concurso, pues se alegó que la canción había sonado antes de la fecha límite del 1 de octubre de 2009. De hecho, esto mismo ocurrió con otros artistas como la comunicadora Karmele Marchante con su sencillo «Soy un Tsunami» o Kejío, con «Una parte de mí» y Juan Losada, con «Gente». 

## Discografía[41]
Dentro de la discografía de Chimo Bayo destacan algunos sencillos como:
- 1991 - "Así me gusta a mí".
- 1992 - "Química".
- 1992 - "Bombas".
- 1994 - "La tía Enriqueta".
- 1995 - "Vamos al espacio exterior".
- 1996 - "Búscala".

De hecho, varios llegaron a alcanzar posiciones destacadas de ventas en España:
| Año  | Sencillo            | Posición |
| ---- | ------------------- | -------- |
| 1991 | "Así me gusta a mí" | 1        |
| 1992 | "Química"           | 1        |
| 1993 | "Bombas"            | 2        |
| 1994 | "La tía Enriqueta"  | 3        |

El intérprete también cuenta con otras canciones como "La fiesta del fuego", tema finalmente expulsado como candidatura a Eurovisión 2010junto con CodeName, o "El Himno de la Paella" (2023)en colaboración con Coqui Selection. Esta pieza musical, solicitada por Arroz La Fallera, es una composición animada cuya letra contiene muchos de los elementos que los valencianos emplean a la hora de realizar este plato de arroz tan típico.